# Gustav III:s antikmuseum
Gustav III:s antikmuseum är Sveriges äldsta offentliga konstmuseum, och ett av de äldsta i Europa. Det öppnades 1794 i en av slottsflyglarna på Stockholms slott, som ett offentligt äreminne över det skydd Gustav III lämnat alla grenar av de fria konsterna. Det innehåller antika skulpturer som denne köpte under sin resa till Italien 1783–1784. Det återinvigdes 1958.

## Sveriges äldsta offentliga konstmuseum
Ett offentligt museum av kungens enskilda konstsamlingar instiftades efter Gustav III:s död 1792. Två år senare, 1794, öppnades det offentliga museet för allmänheten i lokalerna, som idag är Gustav III:s antikmuseum. I stensalen sitter fortfarande en marmorplatta med följande inskiprion på latin:
| ” | Antiqvitatum et artium cultiorum Regia cimelia a GUSTAVO III maxime locupletata GUSTAVUS IV ADOPLHUS CAROLO duce Sudermaniae Tutelam gerente Ut commodo ac decoro publico Redacta et ordinata inserviant Providit Hoc institutens museum MDCCXCIV | „ |

Detta betyder på svenska:
| ” | Antikviteter och kulturell konst Kungliga skatter av GUSTAV III särskilt utvalda GUSTAV IV ADOLF CARL hertig av Södermanland har skyddat och gett dessa vackra ting till allmänheten som tecken på samlingens duglighet och gjort den tillgänglig i detta museum 1794 | „ |

Samlingarna, som då Gustav III inköpte den, bestod av över 200 skulpturer, växte och flyttade år 1866 till det då nybyggda Nationalmuseum på Blasieholmen i Stockholm. I bottenvåningen och i biblioteksrummen i Biblioteksflygeln i Stockholms slotts nordöstra flygel ovanför skulle samlingarna av antika skulpturer rymmas i Kongl. Museum. I dessa rum och i biblioteksrummen ovanför inrymdes Livrustkammaren mellan år 1884 och 1906. På 1950-talet återställdes det stora galleriet och 1992 återställdes det mindre galleriet.
Utställningsrummen består av två stengallerier i slottets nordöstra flygel, med vacker utsikt över Logården. Skulpturerna är placerade i gallerierna exakt som de ursprungligen ställdes ut. I det Större Stengalleriet är samlingens praktpjäs placerad, Endymion en staty av Endymion, som väckte stor beundran på 1700-talet.
I det mindre galleriet mot Lejonbacken visas romerska porträttbyster. De antika skulpturerna är inköpta i samband med Gustav III:s resa till Italien mellan oktober 1783 och juli 1784 och fraktades till Sverige. De kom således att utgöra basen i Sveriges äldsta offentliga konstmuseum, beläget i en av flyglarna på Stockholms slott. Skulpturerna är nu placerade såsom de ställdes ut på 1790-talet.

## Historia

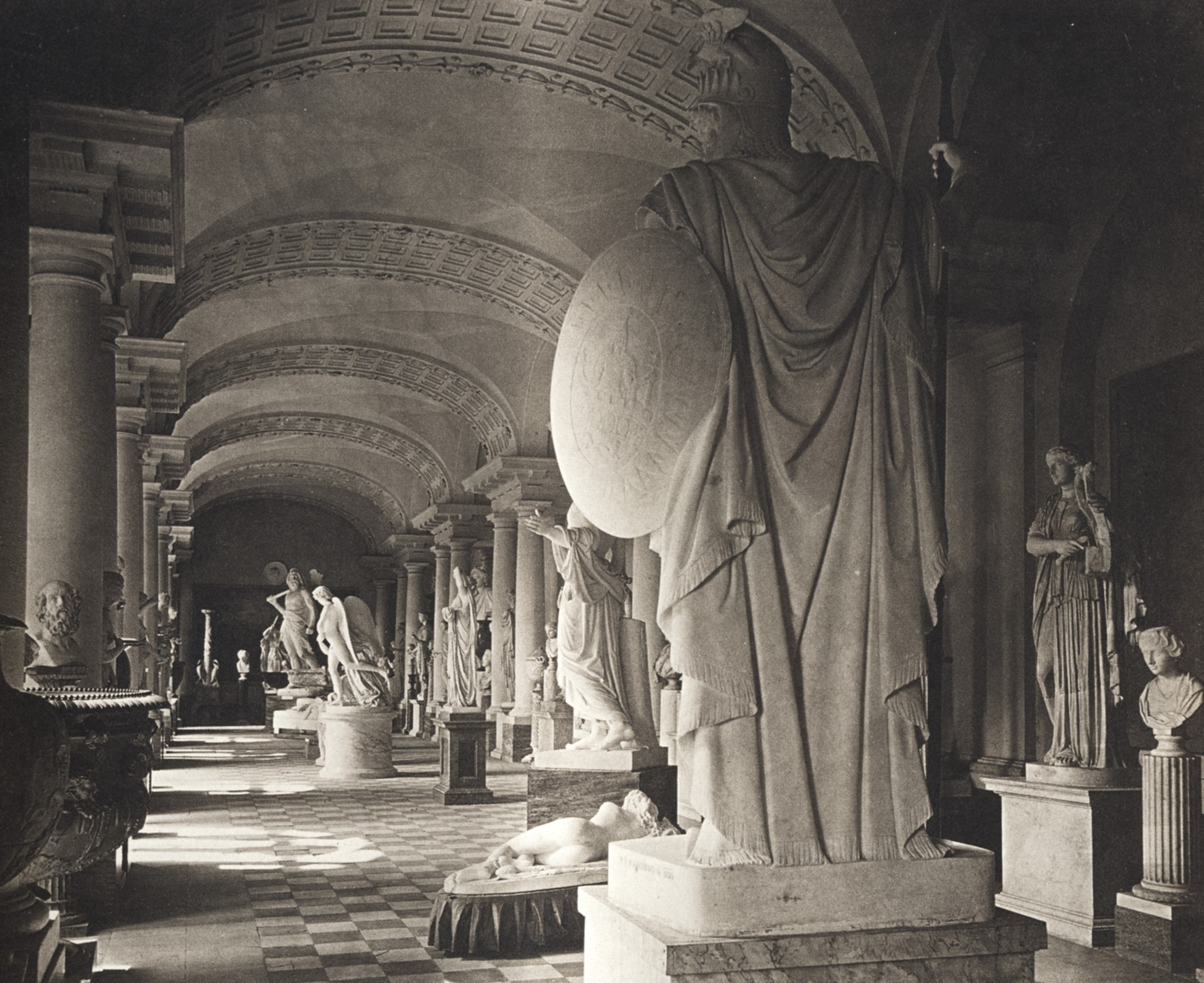
"Stenmuseum på Stockholms slott", fotografi av Johannes Jaeger, 1864. Stockholms stadsmuseum.

Besöket i Vatikanmuseet i Vatikanstaten under Gustav III:s italienska resa 1783-1784 bidrog till att inspirera Gustav III:s inköp av antika statyer och sedermera till att inrätta ett museum för sina antika samlingar. Vatikanmuseerna har en omfattande samling med målningar, skulpturer och gobelänger. Ett museum för samlingarna förlades provisoriskt i Nedre galleriet framför balkongen i Norra längans andra våning, nuvarande Bernadottegalleriet. Gustav III hade nämligen tänkt sig permanenta lokaler för museet i ett av honom planerat stort slott i Haga i dåvarande Solna socken norr om Stockholm, det som nu är Haga slottsruin. Detta slott är idag enbart en liten del av de ursprungliga planerna som skrinlades efter kungens död 1792. Hertig Karl (senare Karl XIII), regent under Gustav IV Adolfs omyndighet, beslutade 1792 att samlingarna av antika skulpturer i Kongl. Museum och andra samlingar skulle inrymmas i bottenvåningen under biblioteket i Biblioteksflygeln, Stockholms slotts nordöstra flygel.
Lokalerna i Biblioteksflygelns bottenvåning består av en långsträckt sal eller galleri med sju fönster mot och ingång från Logården, slottets trädgårdsanläggning. Bakom detta galleri löper ett smalare galleri parallellt med det större mot Logården. Det vetter mot Norrström, men har mindre källarfönster till skillnad mot det större. Dessutom finns en mindre tvärsal mot Skeppsbron. Enligt tidens konstuppfattning ansågs gallerierna som de bästa utrymmena för de antika samlingarna. Lokalerna var dock ursprungligen tänkta som ett orangeri på grund av läget vid slottsträdgården.
Arkitekter vid inredningen av lokalerna 1793–1794 var hovintendenten och arkitekten Carl Fredrik Sundvall i samarbete med museichefen och ämbetsmannen Carl Fredrik Fredenheim, vilka skapade en museilokal i nyklassicistisk stil. Det är en stil med antik smak, vilket passade de gamla föremålen. De fint skurna dörröverstyckena med gripar i det mindre galleriet är skurna av Pehr Ljung (1743-1819), son till ornamentsbildhuggaren Johan Ljung (1717-1787), och ansågs av en bedömare, konsthistorikern Nils G. Wollin, som något som "mer övertygande än något annat rum på slottet… [kom att] konkretisera den stränga nyklassicismens ideal".
Alla samlingar inklusive tavelsamlingen fick dock knappast plats i dessa tre salar i flygeln. Därför lyckades Fredenheim 1793 få lokalerna utökade med rum intill, som tidigare ordnats åt Svenska Akademien, som fick flytta. I anslutning till dessa fick museet också en större sal i Norra längan i huvudslottet (slottsfyrkanten), det så kallade Tavelmuseum. Denna sal är ursprungligen den nedre delen av Slottet Tre Kronors nordöstra torn och har varit en del av slottets slottskyrka, som efter slottsbranden 1697 flyttades till Södra längan (se mer om detta i avsnittet ”Historia” i artikeln Stockholms slott).
Senare på 1800-talet ansågs det överfulla Tavelmuseum och att samlingarna även spridits på andra håll på Stockholms slott och på andra slott som ovärdigt konstsamlingen, som inte kunde visas samlat på ett ställe i rymliga lokaler. Därför beslutades 1844 att en ny Nationalmuseibyggnad skulle uppföras och dit kunde Kungl. Museets samlingar överföras 1866. Kungliga biblioteket, som då hade sina lokaler i Biblioteksflygeln i våningen ovanför de båda gallerierna, fick då ta över de tidigare museilokalerna. Så var det till dess en ny biblioteksbyggnad i Humlegården stod färdig 1877. Därefter flyttade Kungliga Livrustkammaren in i lokalerna och stannade där till 1906, då de flyttade till andra källarlokaler på slottet vid Slottsbacken under Södra längans bottenvåning, som i sin tur ligger under Slottskyrkan i de båda övre våningarna. Där finns Livrustkammaren fortfarande kvar.
Efter Livrustkammaren använda Kungliga husgerådskammaren lokalerna och så var det till 1956, då det beslutades att Gustav III:s antikmuseum skulle återställas. Slottsarkitekten Ivar Tengbom fick ansvaret för hur det skulle till och arbetet genomfördes 1956-1958. Därefter kunde museet återinvigas.
Det stora galleriet kunde återställas så som det såg ut 1794, men i det mindre galleriet kunde enbart en travé återskapas. I tvärsalen, som nu är uppdelad i två rum ställdes Gustav III:s samlingar av antika vaser upp i moderna montrar.
På 1700-talet byggde man sin konstuppfattning och sin beundran av den antika grekiska konsten oftast på romerska arbeten, som mer eller mindre fritt var kopior i marmor av grekiska original i brons eller marmor. Nationalmuseum har därför som ett komplement i det nya Gustav III:s konstmuseum skapat en utställningsavdelning i en mindre del av det mindre galleriet där sådana delar av Nationalmuseums samlingar av grekisk konst, vilka inte intresserade 1700-talets betraktare, ställs ut.

### Bilder

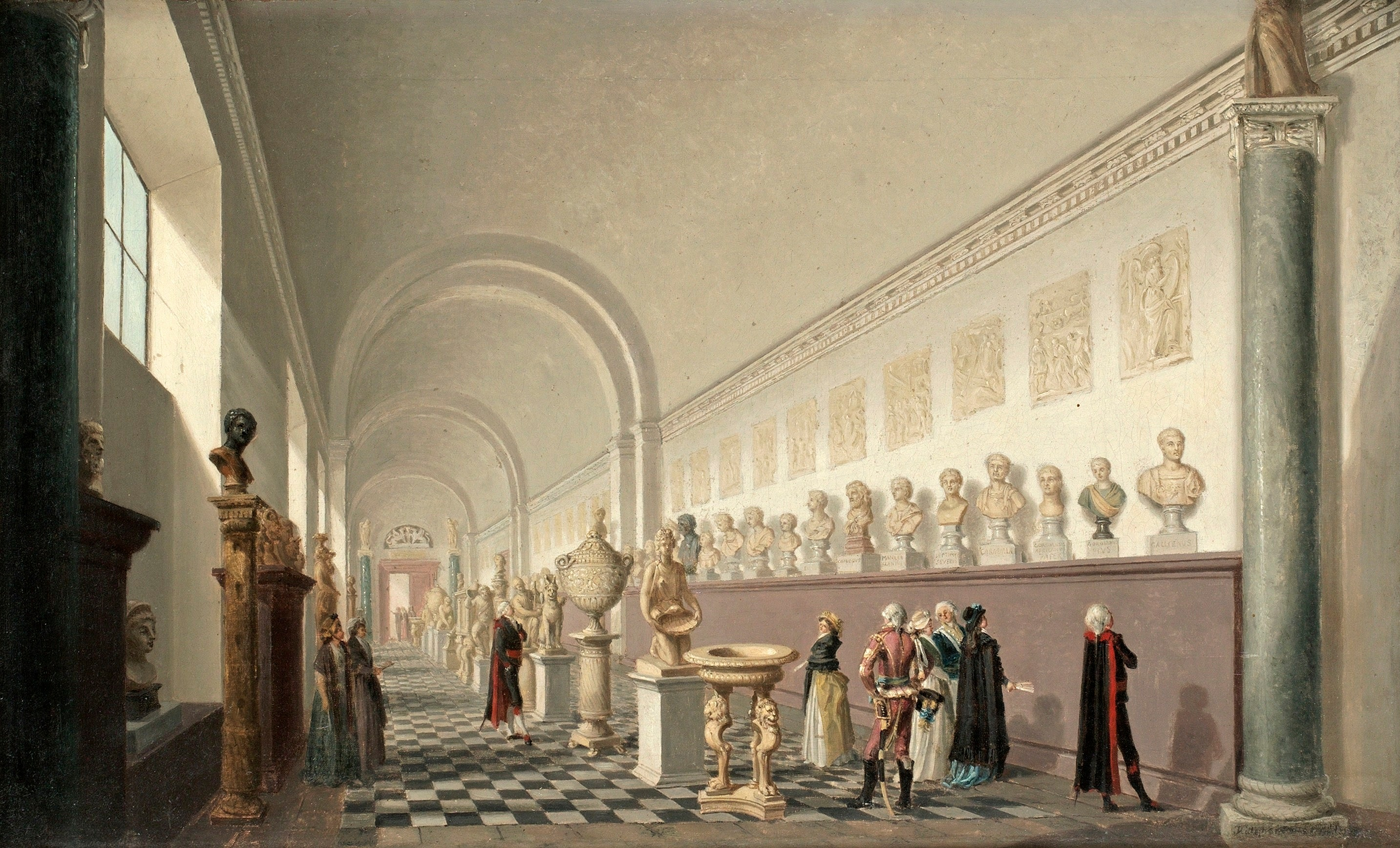
Variant på målningen ovan av Hilleström, ca 1795.